# Opferanode

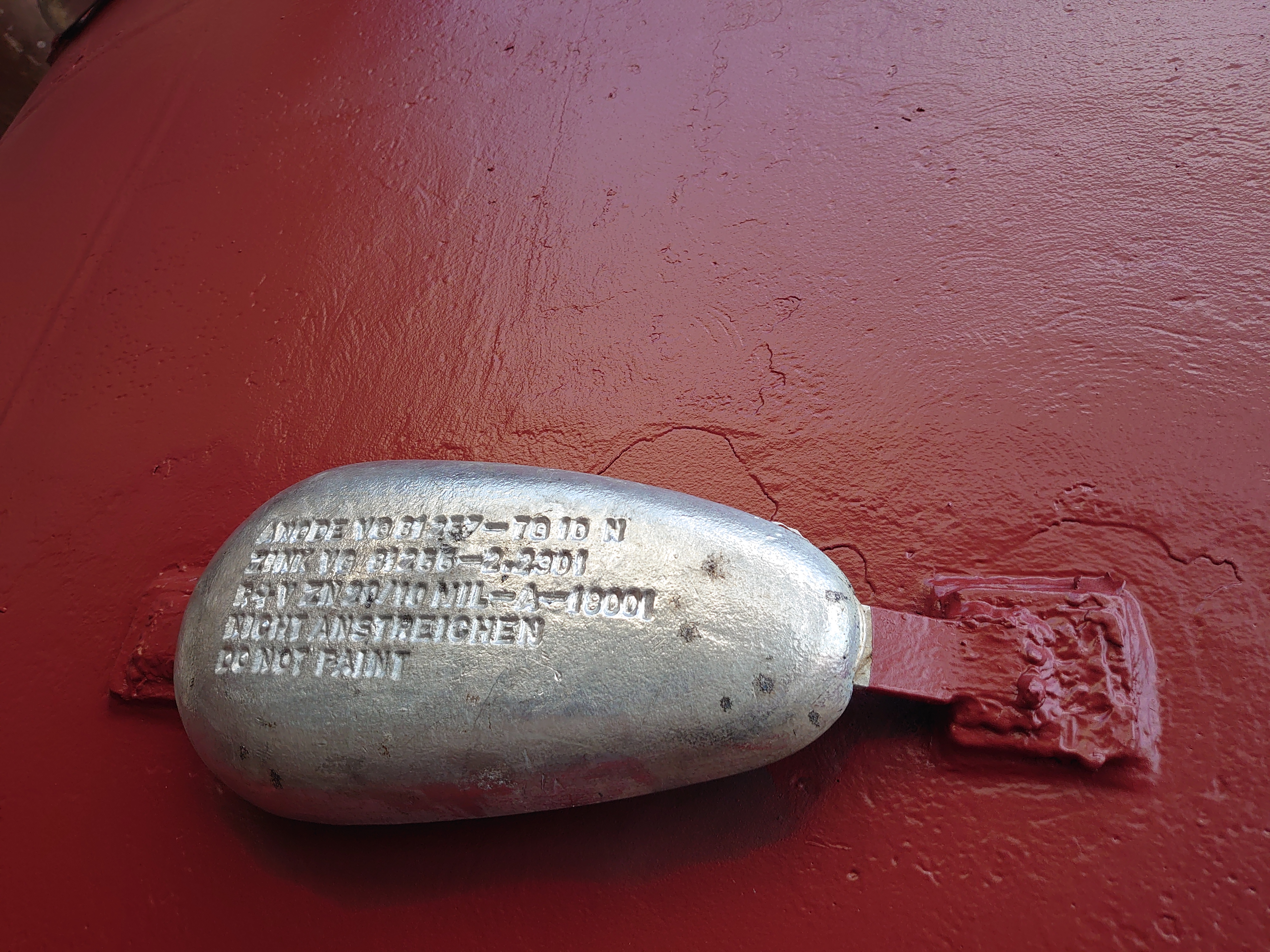
Neue Opferanode aus Zink an einem Schiffsrumpf

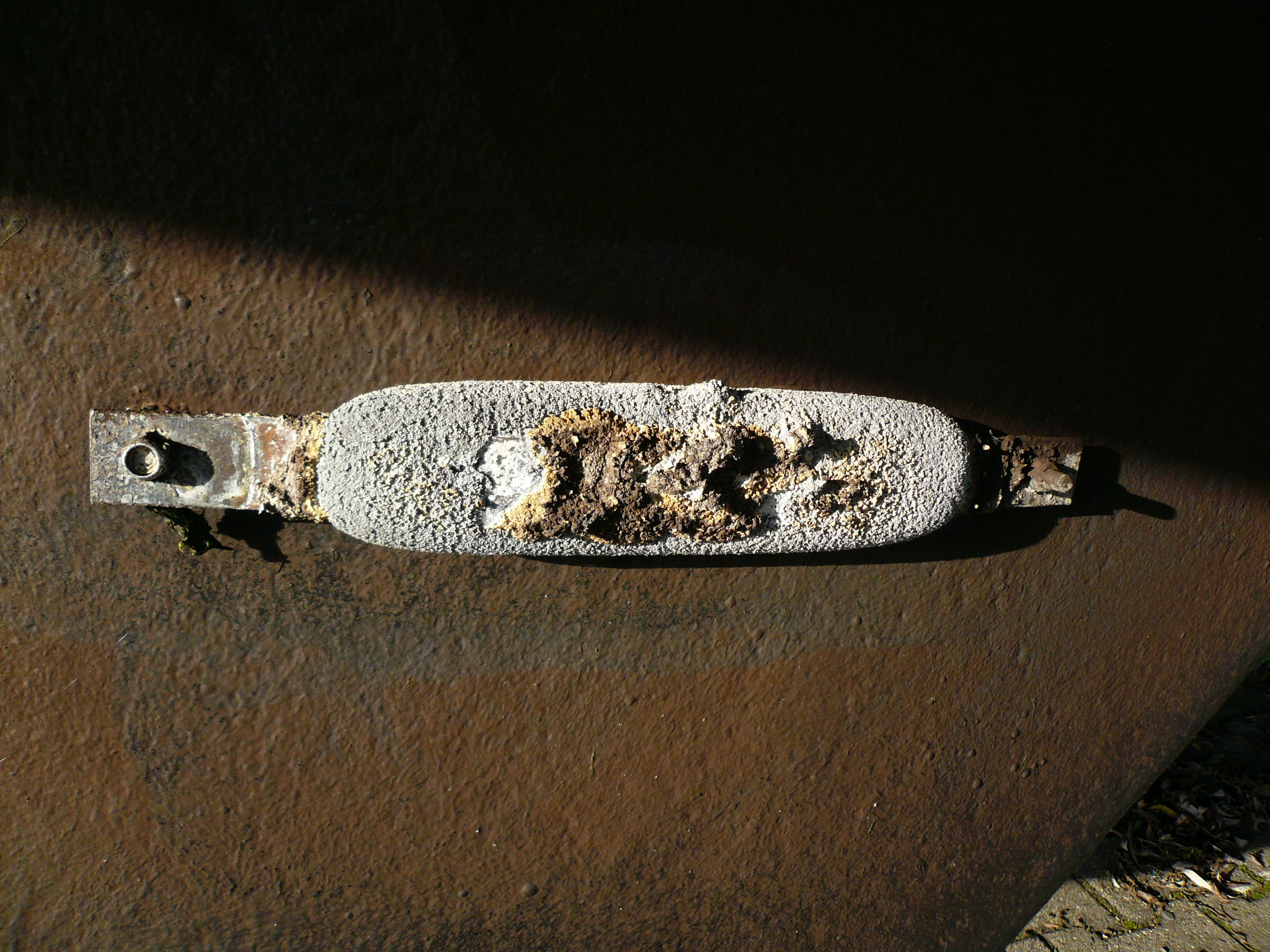
Eine fast verbrauchte Opferanode an einem Schiffskörper

Eine Opferanode ist eine Elektrode aus einem Stück unedlem Metall, das an Geräten und Fahrzeugen zum Schutz von Funktionsteilen aus anderen Metallen (speziell Eisen, Stahl – auch in Stahlbeton – und Messing) gegen Kontaktkorrosion eingesetzt wird. Das unedlere Material der Opferanode selbst wird dabei zerstört, also „geopfert“. Damit wird die Funktion korrosionsanfälliger und aufwendig gefertigter Funktionsteile länger gewährleistet und kostenaufwendige Neubeschaffung von diesen hinausgeschoben oder ganz vermieden.

## Prinzip
Kommen Bauteile aus Eisen oder Stahl mit Wasser, feuchter Luft oder einem anderen Elektrolyt in Kontakt, so greift z. B. der im Wasser gelöste Sauerstoff das Metall an (Oxidation). Es bildet sich eine galvanische Zelle. Dabei werden dem Metall Elektronen entzogen, und die positiv geladenen Ionen gehen in die Lösung über, das Metall korrodiert.
Um dies zu verhindern, wird der kathodische Korrosionsschutz mit Opferanoden oder Fremdstromanoden eingesetzt („kathodisch“ bezieht sich auf das zu schützende Metall, „Anode“ auf das schützende Metall). Damit eine Opferanode ihren Zweck erfüllen kann, muss sie in der elektrochemischen Spannungsreihe negativer als das zu schützende Metall sein (z. B.  Magnesium zum Schutz von Stahl).

## Wirkungsweise
Das zu schützende Metall wird mit der Opferanode elektrisch leitend verbunden. Es entsteht ein Primärelement, bei dem das zu schützende Metall als Kathode und das unedlere Metall als Anode fungiert. Die Elektronen, welche die Anode abgibt, fließen durch die Leitung zum zu schützenden Metall, der technische Strom durch die Leitung wird in umgekehrter Richtung gezählt, also zur Opferanode. Statt dem zu schützenden Metall gibt jetzt das unedlere Opferanoden-Metall seine Elektronen an den Sauerstoff ab, wird oxidiert und geht in Lösung. Das Wasser ist in diesem Lokalelement der Elektrolyt, der den Transport der geladenen Teilchen (Kationen von der Anode) ermöglicht und so den Stromkreis schließt. Die Opferanode wird mit der Zeit verbraucht und muss erneuert werden.

## Anwendungen

### Schiffe und Boote

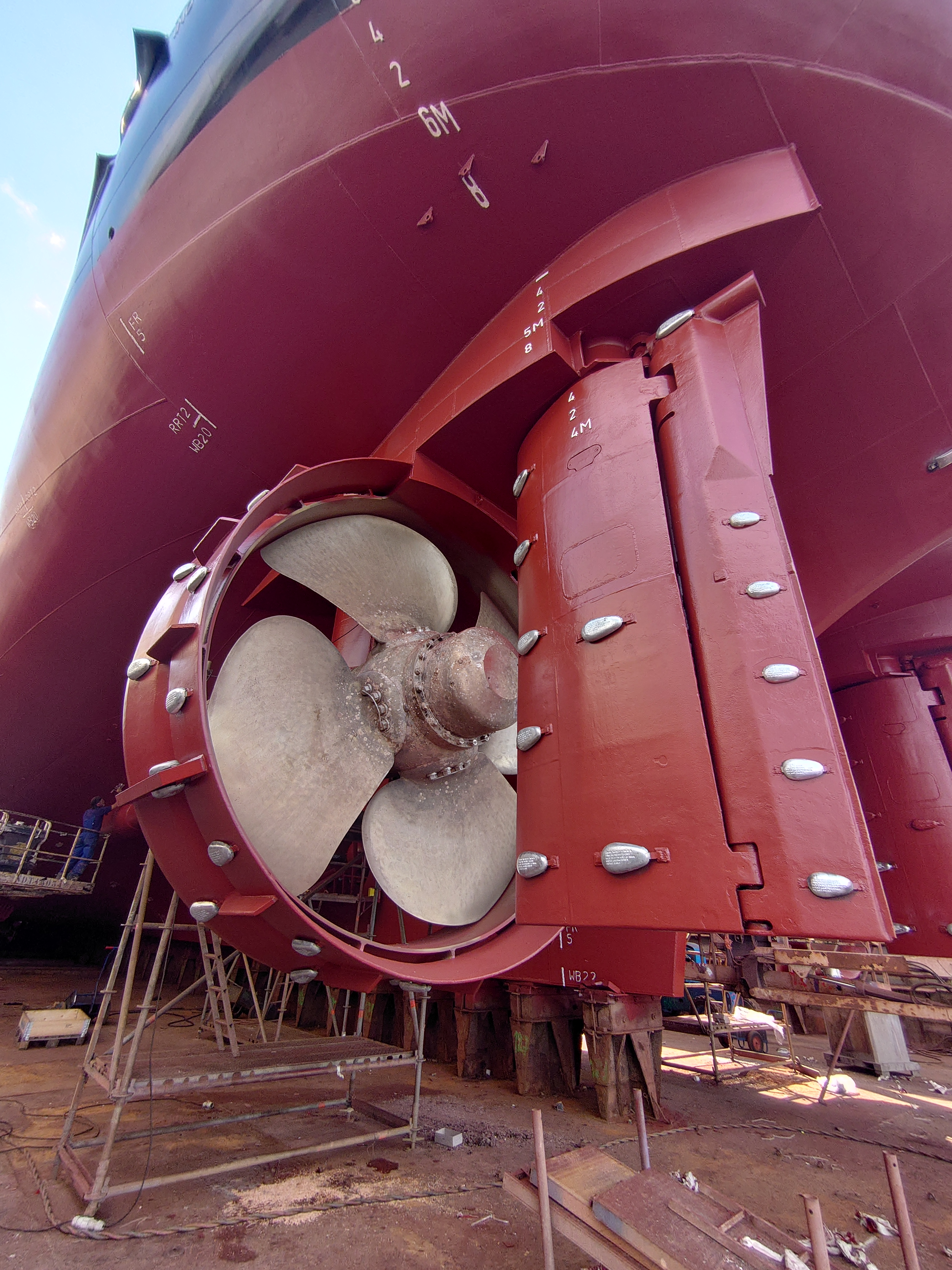
Zahlreiche, während eines Dockaufenthaltes erneuerte Opferanoden an Ruder- und Propelleranlage des Schiffes Nordic

Opferanoden dienen an Wasserfahrzeugen zum Schutz aller Metallteile im Wasser, wie Schiffspropellern, Antriebswellen, Ruder, Rumpf. Dies ist insbesondere bei Schiffen wichtig, die im elektrochemisch aggressiven Salzwasser fahren. Als Opferanode werden hier Blöcke aus Zink, früher Cadmium, in der erforderlichen Größe und Anzahl rings um den Propeller auf dem Schiffsrumpf aufgeschraubt oder aufgenietet, fallweise auch auf großen Ruderblättern. Meist werden dazu bereits auf der Werft Anodenklötze mittels eingegossenen Stahlstreifen angeschweißt. Zusätzliche Opferanoden zum Schutz des stählernen Rumpfes werden meist in geringerer Zahl angebracht.
Schiffe und Boote, die im Brack- und Süßwasser fahren, besitzen Opferanoden aus Aluminium oder Magnesium.
Die genaue Position der Anoden lässt sich nicht sicher vorherbestimmen, sondern muss nach Erfahrung geschehen und bei Werftaufenthalten gegebenenfalls angepasst werden.

### Warmwasserspeicher

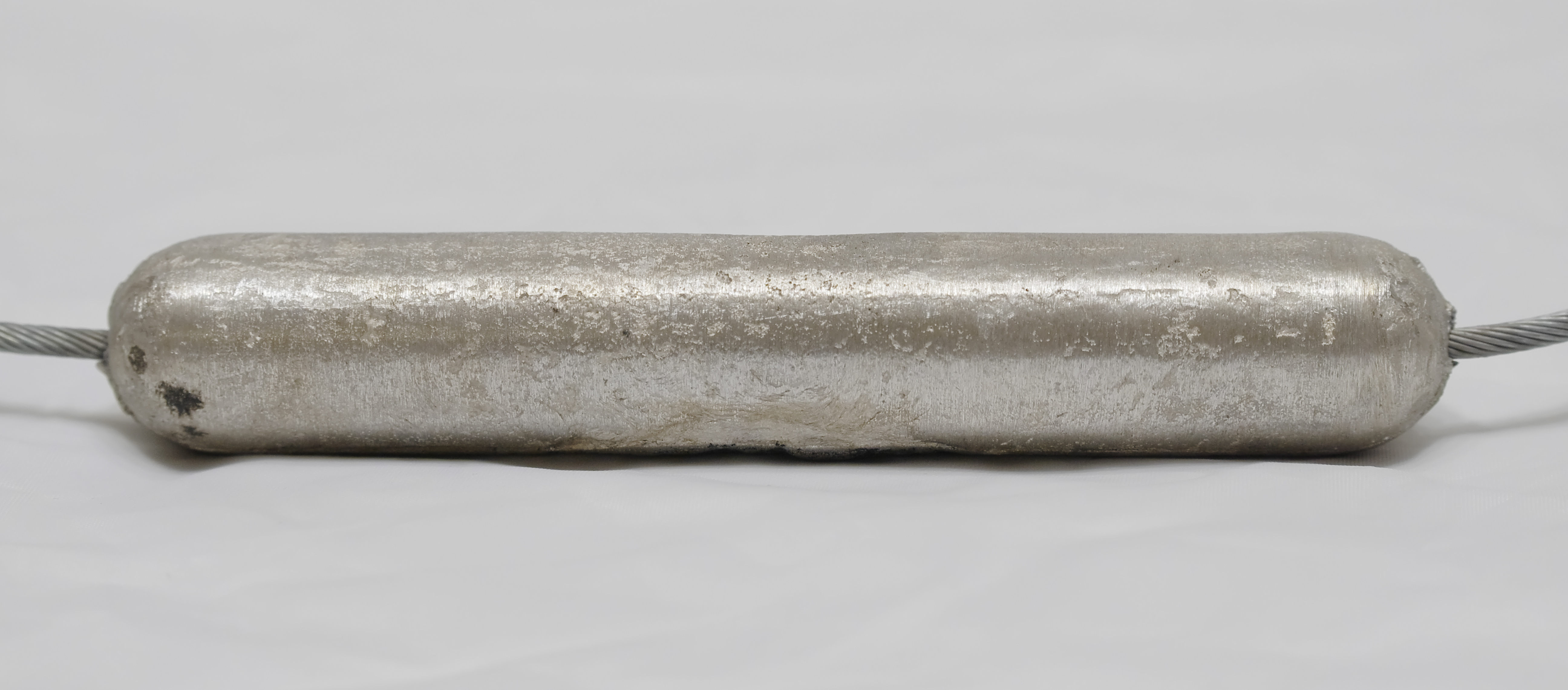
Glied einer unbenutzten Kettenanode aus Magnesium für einen Warmwasserspeicher

Eine weitere häufige Anwendung ist der Korrosionsschutz bei verzinkten Boilern und emaillierten Warmwasserspeichern mit Grundkörpern aus Stahl. Der Zinküberzug des Kessels löst sich nämlich ohne Opferanode mit der Zeit im Wasser auf. Auch bei emaillierten Kesseln sind Opferanoden erforderlich, da es bis heute kein Verfahren gibt, welches eine dauerhaft fehlerfreie Innenemaillierung eines Kessels gewährleisten kann.
Um eine folgende Durchrostung des Warmwasserspeichers zu vermeiden, wird eine Opferanode aus Magnesium an der Behälterinnenwand angeschraubt bzw. eingeführt und nachfolgend dichtend eingeschraubt. Dafür werden Stab- oder Kettenanoden verwendet. Letztere werden eingesetzt, wenn die konstruktiven Gegebenheiten (Bauhöhe oberhalb der Einführöffnung) für das Einführen einer Stabanode nicht ausreichen. Die in Lösung gehenden Magnesium-Ionen sind gesundheitlich unbedenklich, auch wenn das Wasser zur Speisenzubereitung verwendet wird.
Opferanoden müssen laut Hersteller typischerweise nach 2 Jahren ausgetauscht werden. Der tatsächliche Verschleiß hängt von Wasserqualität, Kesselzustand, Art der Rohrleitungen und Betriebsbedingungen ab und kann geringer sein.

### Rohrleitungen
Opferanoden werden auch bei größeren Tanklagern, unterirdischen Pipelines und Erdölbohrtürmen verwendet, um Korrosion durch das feuchte Erdreich vorzubeugen.

### Konservierung von Flugzeugwracks im Meer
Ein im Mai 2024 vor der Insel Žirje, Kroatien gefundenes Wrack einer Junkers Ju 87 aus dem 2. Weltkrieg wurde im Oktober 2024 mit Opferanoden ausgestattet. Ein Team des International Centre for Underwater Archaeology (ICUA) in Zadar will damit das (metallische) Wrack für 15 Jahre vor Korrosion schützen. „Kroatien gehört zu den ersten Ländern, die das UNESCO-Übereinkommen zum Schutz des Unterwasserkulturerbes von 2001 ratifiziert haben.“

### Spülmaschinen
Beschädigte Beschichtungen von Spülkörben lassen den darunterliegenden Stahldraht rosten und führen auf Besteck zu Rostflecken. Eine um die Korbbeschichtung gewickelte Alufolie wirkt als Opferanode und verhindert Rostflecken.

## Alternative
Eine Alternative sind Fremdstromanoden, die jedoch eine Gleichstromquelle benötigen.